# Списък на политическите партии в САЩ
Съединените щати са президентска република и имат двупартийна система.

## Парламентарно представени партии
| Партия                | Места в Камарата на представителите (2012) | Места в Сената (2012) | Идеология            |
| --------------------- | ------------------------------------------ | --------------------- | -------------------- |
| Републиканска партия  | 234                                        | 45                    | Консерватизъм        |
| Демократическа партия | 201                                        | 53                    | Социален либерализъм |
| независими            | –                                          | 2                     |                      |